# Trigonon

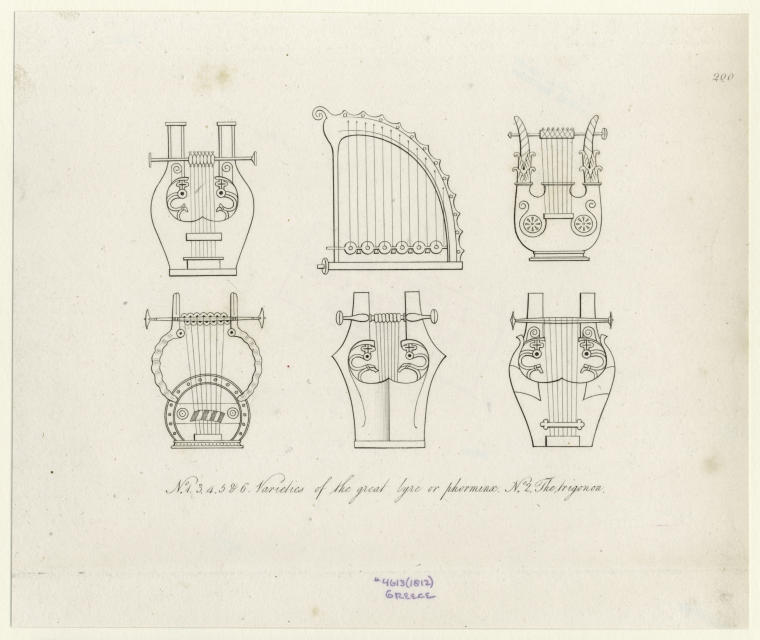
"N.º 1, 3, 4, 5 & 6 Variantes de lira grande o phorminx. N.º 2 trigonon", ilustración de 1812 en la colección de la Biblioteca Pública de Nueva York.

El trigonon (en griego clásico τρίγωνον trigōnon, que significa "triángulo") era una pequeña arpa triangular utilizada en algunas ocasiones por los griegos clásicos y derivada probablemente de Asiria o Egipto. El trigonon pudo ser una variante del sambuca o bien idéntico a él. Este instrumento aparece representado en diversas piezas como ánforas atenienses en estilo de cerámica de figuras rojas encontradas en Cámiros en la isla de Rodas, fechadas a partir del siglo V a. C. que se conservan en el British Museum. El musicólogo Carl Engel hablaba de una pequeña arpa de esta clase con 20 cuerdas que fue descubierta en Tebas, Grecia en 1823.

## Descripción
La forma de este instrumento es la de un triángulo irregular, con una base estrecha al que se fijaba un extremo de la cuerda. El segundo lado del triángulo formaba un ángulo levemente obtuso con la base y consistía en una caja de resonancia ligeramente curvada perforada con agujeros a través de los cuales pasaba el otro extremo de las cuerdas, que era anudado o enrollado a unas clavijas redondas. El tercer lado del triángulo estaba formado por las propias cuerdas. El pilar delantero, que en las arpas europeas modernas juega un papel tan importante, está siempre ausente en estos instrumentos orientales tempranos.

### Tipos
El arpa griega, que generalmente tomaba la forma de un arpa angular en oposición al arpa arqueada de los egipcios, aparece en tres tipos:
- Arpa abierta vertical angular: es la variante más común. El mástil del instrumento es la parte horizontal que descansa sobre la rodilla del ejecutante sentado. El resonador es la parte vertical, que se eleva en un ángulo que se aleja del cuerpo del intérprete hasta aproximadamente la altura de la cabeza, donde con frecuencia se engancha hacia adelante. A veces se vuelve más gruesa hacia la parte superior, lo que proporciona una mayor resonancia a las cuerdas más largas. Con frecuencia las arpas aparecen representadas con muchas más cuerdas que las liras y las cítaras, con un rango de al menos dos octavas que probablemente era lo común. Las cuerdas se extendían verticalmente, con las cuerdas más cortas más cerca del cuerpo del arpista. Probablemente estaban afinadas de manera similar a la lira y la kithara. Las representaciones del arpa muestran protuberancias en el mástil que pueden representar clavijas (kollopes).
- Arpa de marco: es una variante menos frecuente que la primera, que tiene un antepilar de soporte que se extiende desde los extremos del resonador y el cuello.
- Arpa de “huso”: es la menos común de las tres. Se trata de un instrumento con un resonador que es más ancho en el medio y más estrecho en los extremos. El resonador de este tipo generalmente se representa lejos del jugador.

El término trigonon es el menos ambiguo de los nombres empleados para este instrumento, cuyos otros términos incluyen pēktis, magadis, sambuca y salterio. Es complicado asociar cualquiera de estos términos con un tipo específico de arpa, ya que parece que no hubo coherencia de uso entre los propios griegos. De hecho Maas y Snyder han sugerido que el término trigonon se originó en el siglo V a. C. y pudo haber sido acuñado como denominación genérica para varios instrumentos de nombre extranjero que aún eran relativamente desconocidos para los atenienses.
La iconografía muestra mayoritariamente intérpretes femeninas, tanto amateur como profesionales. El modo de tocar este instrumento es emplear los dedos pulgar e índice de ambas manos, generalmente con la mano izquierda extendiéndose más hacia las cuerdas más largas. El hecho de que las arpas se tocaran punteando con los dedos (psallein) en lugar de golpear (kruein) con la púa dio lugar al término posterior para el arpa psaltērion. De igual forma surge el vocablo psaltria para designar a una arpista femenina, que con posterioridad llegó a usarse para las intérpretes de instrumentos de cuerda en general.